# Nunataki Ledjanye
Nunataki Ledjanye är en nunatak i Antarktis. Den ligger i Östantarktis. Australien gör anspråk på området. Toppen på Nunataki Ledjanye är 2 058 meter över havet.
Terrängen runt Nunataki Ledjanye är huvudsakligen en högslätt. Trakten är obefolkad. Det finns inga samhällen i närheten.